# Rudolf Krause (football)
Pour les articles homonymes, voir Krause.
Ne doit pas être confondu avec Rudolf Krause (pilote), pilote automobile est-allemand.
Rudolf Krause (né le 21 janvier 1927 à Leipzig en Allemagne et mort le 12 décembre 2003 dans la même ville) est un joueur et entraîneur de football est-allemand.